# Lars Bjønness
Lars Bjønness (Oslo, 27 de julio de 1963) es un deportista noruego que compitió en remo.
Participó en tres Juegos Olímpicos de Verano, entre los años 1984 y 1992, obteniendo dos medallas, plata en Seúl 1988 y plata en Barcelona 1992, en la prueba de cuatro scull.
Ganó cuatro medallas en el Campeonato Mundial de Remo entre los años 1987 y 1994.

## Palmarés internacional
| Juegos Olímpicos   | Juegos Olímpicos              | Juegos Olímpicos | Juegos Olímpicos |
| Año                | Lugar                         | Medalla          | Prueba           |
| ------------------ | ----------------------------- | ---------------- | ---------------- |
| 1988               | Seúl (Corea del Sur)          | Medalla de plata | Cuatro scull     |
| 1992               | Barcelona (España)            | Medalla de plata | Cuatro scull     |
| Campeonato Mundial |                               |                  |                  |
| Año                | Lugar                         | Medalla          | Prueba           |
| 1987               | Copenhague (Dinamarca)        | Medalla de plata | Cuatro scull     |
| 1989               | Bled (Yugoslavia)             | Medalla de oro   | Doble scull      |
| 1993               | Račice (República Checa)      | Medalla de plata | Doble scull      |
| 1994               | Indianápolis (Estados Unidos) | Medalla de oro   | Doble scull      |